# Овечий (остров, Югра)
Ове́чий — остров на Оби, близ города Мегиона, в Нижневартовском районе Ханты-Мансийском автономном округе — Югре России.

## Физико-географическая характеристика
Расположен в южной части Нижневартовского района Ханты-Мансийского автономного округа — Югры в 300 м к юго-востоку от города Мегион, в пойме реки Оби. На юге остров омывается протокой Мулка, на севере — протокой Мега. Примерно посередине острова протекает протока Школьная, делящая остров на две примерно одинаковые части. Так как северная часть затапливается значительно сильнее южной, иногда в узком смысле под Овечьим островом подразумевается лишь южная его часть. Именно она внесена в список особо охраняемых природных зон Югры. Остров имеет клиновидную форму. Длина (с запада на восток) — 4020 м, ширина (с севера на юг) — 1500 м.

## Животный мир
Крупные таёжные звери (и птицы) на острове отсутствуют. Для мелких млекопитающих характерны сильные колебания численности, вызванные естественной динамикой. Среди позвоночных — наиболее разнообразны птицы.